# Gabi Grecko
Gabi Grecko Edelsten (nacida Gabrielle Rose Curtis, 5 de junio de 1989) es una diseñadora de moda, modelo, DJ y personaje de telerrealidad estadounidense.

## Primeros años
Grecko nació el 5 de junio de 1989 en Miami, Florida. En una entrevista con la revista Penthouse,  reveló que su padre Michael, famoso peluquero, falleció por una sobredosis de cocaína cuando ella tenía 12 años. Grecko pasó sus primeros años siendo transportadas entre sus padres no casados. Ella tiene un hermanastro más joven y una hermanastra del siguiente matrimonio de su madre. Ella fue separadada de sus hermanastros pero permanece cercana a su madre, Kathy Deering. Grecko sufrió trastorno por déficit de atención con hiperactividad en el instituto.

## Carrera
Grecko empezó como modelo adolescente trabajando para The Diamond Agency en Florida en 1998. Después de terminar el instituto, se mudó a Harlem, Nueva York, donde ella trabajó en el Garment District como asistente de diseñador durante tres años. Después de eso, se mudó al West Village, donde comenzó su propia línea de ropa Avant Vamp en 2014. Mientras creaba su línea, asistió a la 'DJ Scratch Academy' como una DJ especializada en vinilos. También apareció en el reality show de Axis Networks Club Kids (2013-2014). Grecko actualmente diseña para su línea Avant Vamp, y emprende como DJ de vinilos así como modelo profesional. En 2014, se convirtió en la chica de la portada de agosto de la revista Maxim. Maxim también hizo un especial con Grecko en julio de 2014. Gabi también reveló que le gusta el arte del baile burlesque.
Grecko y su marido Geoffrey Edelsten son ambos concursantes en la actual temporada de The Celebrity Apprentice Australia. Grecko fue la primera expulsada. 

## Vida personal
Grecko conoció al empresario australiano Geoffrey Edelsten, de 46 años, en Nuevo York, y se comprometieron en Australia. Poco antes de que Edelsten le propusiera matrimonio a Grecko, ambos aparecieron en KIIS 106.5 donde hablaron sobre su relación. Ella ha aparecido públicamente al lado de Edelsten en el funeral de la leyenda de la AFL Tom Hafey.
Grecko y Edelsten se casaron el 11 de junio de 2015, justo horas antes de que su visado australiano expirase.